# Delta I
El coet llançador Delta I va ser la primera sèrie de coets Delta desenvolupats per Douglas Aircraft per a la NASA. Va estar en servei des de 1960 fins a la suspensió pel desenvolupament del Transbordador Espacial el 1984.

## Història
Els seus orígens es remunten al període comprès en els dies immediatament posteriors al llançament soviètic del Sputnik en 1957.Com a resposta a les innovacions soviètiques, l'empresa, aleshores coneguda com a Douglas Aircraft-Missiles and Space Division, va proposar la modificació del seu míssil balístic de mig abast denominat Thor i fabricat sota demanda de la Força Aèria Nord-americana (USAF), per a la seva utilització com a llançador autopropulsat encarregat de la posada en òrbita de satèl·lits.
El primer intent per part de la NASA de llançar un satèl·lit a bord de la nau de càrrega Thor-Delta va rebre el nom de ECHO I i va tenir lloc al maig de 1960. Pesi al fracàs de la missió, el posterior llançament del satèl·lit ECHO IA el 12 d'agost de 1960 va permetre que el projecte de convertir els coets Delta comencessin a ser una realitat.
La posterior embranzida per part de l'Administració Central Nord-americana a la lluita per la supremacia espacial va contribuir notablement al perfeccionament dels sistemes emprats i, amb això, al ràpid desenvolupament de la saga Delta.
Fins a principis dels anys 1980 el llançador Delta va veure incrementada la seva grandària i capacitat, sent utilitzat per la NASA com a vehicle primari per posar en òrbita satèl·lits de comunicacions públiques, atmosfèrics, científics i per a l'exploració planetària. No obstant això, després de 24 anys de servei pràcticament ininterromput, la producció del llançador Delta es va veure detinguda. En el seu lloc, es van impulsar els plans per assignar els llançaments de satèl·lits al prometedor projecte del Transbordador Espacial promogut des del Kennedy Space Center (KSC) a Florida. Algunes missions de llançadora espacial circumpolars civils i militars estaven previstes per a la Vandenberg Air Force Base a Califòrnia. Les missions de llançadora espacial es va cancel·lar després del desastre Challenger el 1986. El Transbordador espacial Columbia va ser el primer llançament programat el 12 d'abril del 1981, data del 20è aniversari del vol espacial de Iuri Gagarin, amb una tripulació del Vostok 1.